# 佐伯守
佐伯 守（さえき まもる、1942年 - ）は、日本の哲学者・法学者（法哲学）。元松山大学法学部教授。哲学・倫理学・法哲学専門。

## 著書
- 『体験と精神 現代哲学の人間論的素描』公論社 1977
- 『経験の解釈学 物・世界・人間の関係論』現代書館 1979
- 『人間性の解釈学 理性・イマージュ・狂気』現代書館 1981
- 『実存論 現象学的人間理解の試み』高文堂出版社 1982
- 『認識の地平 ニーチェを読む』高文堂新書 1982
- 『生きることの哲学 人間存在の現象学』高文堂出版社 1986
- 『生活世界の現象学』世界書院 1986
- 『<法の思想>を読む』晃洋書房 1993
- 『自己と経験 森有正の世界から』晃洋書房 1994
- 『知の思想を読む』知碩書院 松山大学研究叢書 1998
- 『<場所的>ということ ドゥルーズ/西田幾多郎を読む』晃洋書房 1999
- 『<知>のオントロギー 現代思想の構図』萌書房 2000
- 『法と人間存在 ケルゼン法学とポスト・モダン』萌書房 松山大学研究叢書 2005
- 『哲学のパロール 西田幾多郎/廣松渉/丸山圭三郎』萌書房 松山大学研究叢書 2007

### 翻訳
- K.ホイシー『歴史主義の危機』イザラ書房 1974
- エクハルト・レッシング『トレルチの思想 その歴史哲学をめぐって』日本YMCA同盟出版部 1976
- リッカート『歴史哲学序説』ミネルヴァ書房 1976
- ガーダマー,フォーグラー編『講座現代の人間学 4 (歴史理論と人間像)』谷口健治、森田孝,田村一郎,田中真造共訳 白水社 1979